# つくば市立大穂中学校
つくば市立大穂中学校（つくばしりつ おおほちゅうがっこう）は、茨城県つくば市篠崎にある公立中学校。生徒数増加に伴い、鉄骨2階建ての校舎増築工事が2012年（平成24年）10月に行われた。。

## 沿革
- 1976年（昭和51年）5月28日 - 旧大穂町立大穂中学校、旧吉沼中学校が統合し、大穂町立大穂中学校となる。
- 1978年（昭和53年）
  - 4月5日 - 開校式。
  - 8月10日 - プール・体育館・武道館落成。
- 1987年（昭和62年）11月30日 - 市町村合併により、つくば市立大穂中学校となる。
- 1990年（平成2年）3月30日 - 卓球場落成。
- 1992年（平成4年）4月8日 - 運動場整備工事完了。
- 1993年（平成5年）2月2日 - 全天候型テニスコート2面増設完了。
- 1997年（平成9年）4月1日 - つくば市社会福祉協議会指定 ボランティア活動普及事業協力校（～1998年度）。
- 1999年（平成11年）4月1日 - つくば市社会福祉協議会指定　フォローアップ事業協力校（～2001年度）、文部科学省・郵政省指定 先進的ネットワークモデル地域推進事業（～2003年度）。
- 2000年（平成12年）7月1日 - 運動場再整備工事完了。
- 2011年（平成23年） - 東日本大震災を受けた耐震診断の結果、体育館が使用禁止となる[1]。
- 2013年（平成25年） - 体育館の修理を終了し、使用可能になった

## 学校教育目標
- 支え合う環境のもと、思いに向かって日々活動する生徒の育成

## 学校行事
| - 4月 始業式・入学式・PTA総会・修学旅行（3年）・避難訓練 - 5月 創立記念日 - 6月 生徒総会 | - 7月 地区懇談会・奉仕作業（3年）・授業参観 職場体験（2年） - 8月 奉仕作業（2年）・学習相談 - 9月 体育祭・避難訓練 | - 10月 終業式・始業式・青空祭（文化祭）・校外学習（2年） - 11月 個人面談 - 12月 生徒会役員選挙・大掃除 | - 1月 宿泊学習（1年）・避難訓練・新入生説明会 - 2月 授業参観 - 3月 3年生を送る会・卒業証書授与式・修了式 |

## 生徒会活動
令和3年度の生徒会が靴下の色の校則改正に成功
令和4年度の生徒会が靴の色の校則改正に成功

## 部活動

### 運動部
- 野球部
- サッカー部
- ソフトテニス部（男・女）
- バスケットボール部（男・女）
- 女子バレーボール部
- 陸上競技部
- 卓球部（男・女）
- 剣道部
- 柔道部

### 文化部
- 吹奏楽部
- 美術部
- 科学部

## 通学区域
つくば市立大曽根小学校区・つくば市立要小学校区・つくば市立前野小学校区・つくば市立吉沼小学校区の全域。

## 生徒の主な出身小学校
- つくば市立大曽根小学校
- つくば市立要小学校
- つくば市立前野小学校
- つくば市立吉沼小学校